# Apollinaire Gahungu
Apollinaire Gahungu (gestorben am 25. April 2015) war ein burundischer Radiojournalist und Sportfunktionär.

## Leben und Karriere
Gahungu wuchs in einem kleinen Dorf in der Provinz Muramvya auf. Mit drei Jahren erkrankte er an Polio. Als behindertes Kind stand er vor dem Problem, dass sich seine Eltern den Transport in die nächste, rund 10 Kilometer weit entfernte Schule und zunächst auch Gehhilfen nicht leisten konnten. Ein Priester, der sein Dorf besuchte, überredete seine Eltern, ihn nach Saint Kizito in Bujumbura zu schicken. Dort kam er im September 1971 an und blieb, bis zu seinem Abschluss der Grundschule im Alter von 15 Jahren.
Gahungu arbeitete später als Journalist für Channel Africa. 1997 war er als Sportreporter Botschafter von Kick Polio out of Africa, einer Kampagne der Weltgesundheitsorganisation für die Polioimpfung. Er arbeitete als Sprecher des burundischen Präsidenten Pierre Buyoya und später als Kommunikationsspezialist an der südafrikanischen Botschaft in Burundi. Von 2009 bis zu seinem Tod im April 2015 war Gahungu Präsident des Comité Paralympique du Burundi. Sein Nachfolger im Amt wurde Eugène Nsabayezu.